# Raphael Soyer

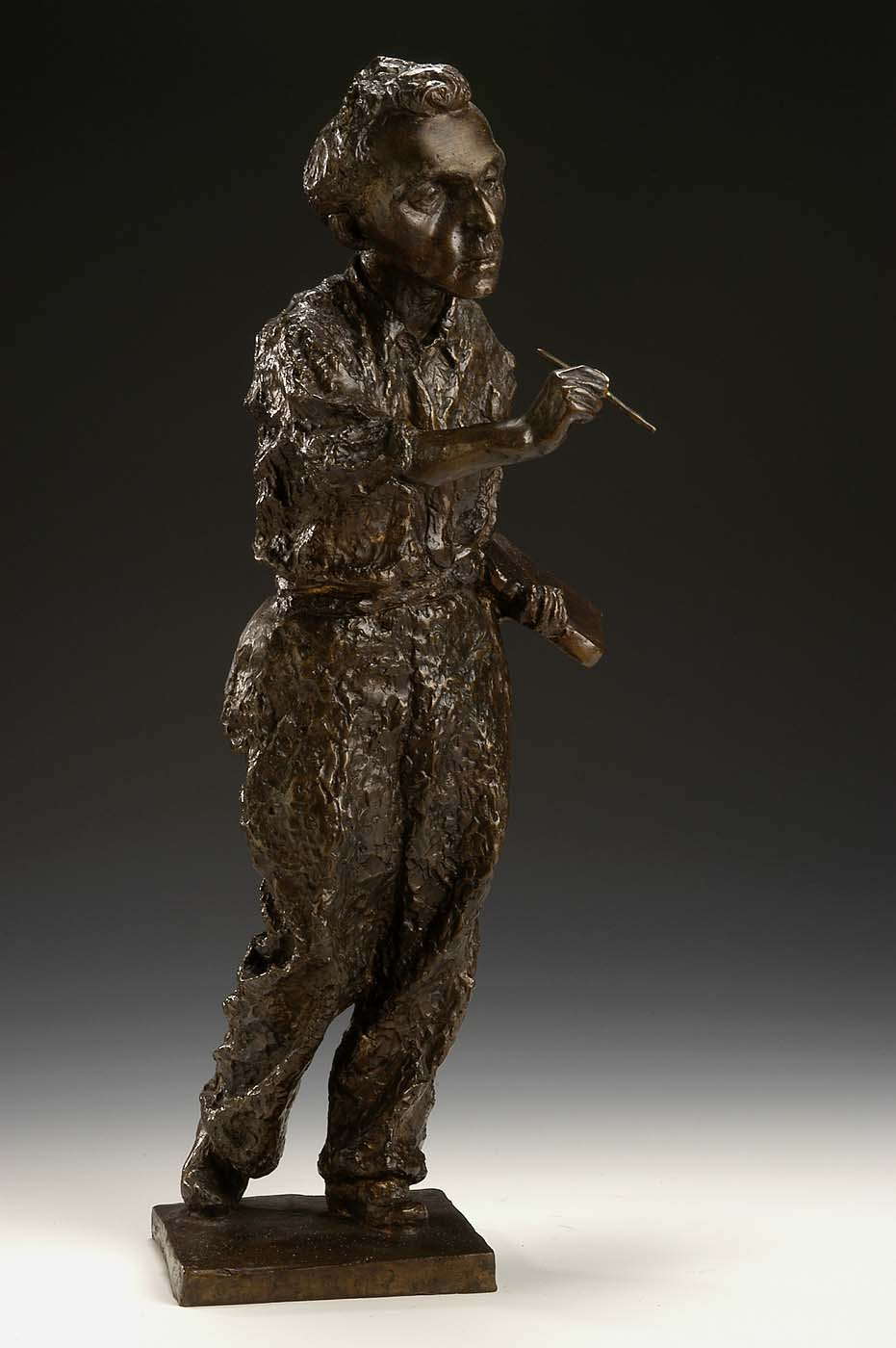
Raphael Soyer, um 1969 modelliert von Eugenie Gershoy

Raphael Soyer (* 25. Dezember 1899 in Borissoglebsk (heute: Oblast Woronesch), Russisches Kaiserreich; † 4. November 1987 in New York City, USA) war ein US-amerikanischer Maler, Zeichner und Lithograph des 20. Jahrhunderts.

## Leben
Soyer wurde, ebenso wie sein Zwillingsbruder und weitere Brüder, als Kinder des jüdischen Gelehrten, Autors und Lehrers Abraham Soyer (1867–1940) in Russland geboren. Die Familie wanderte 1912 mit ihren fünf Kindern in die USA aus, wo sie sich zuletzt in der New Yorker Bronx niederließ. Seine künstlerische Ausbildung begann er in der Cooper Union, wo er unter anderem seinen lebenslangen Freund Chaim Gross kennenlernte. Weitere Ausbildungsstätten waren in New York die National Academy of Design und die Art Students League of New York, wo seine Lehrer unter anderen Guy Pene du Bois und Boardman Robinson waren. In dieser Zeit lernte er die düsteren, stadtbezogenen Themen der Mitglieder der Ashcan School kennen und wurde einer der Repräsentanten des Amerikanischen Realismus.
Weitere Themen Soyers waren auch Porträts von Freunden und Familie, Akte und immer wieder die Stadt New York und ihre Menschen. Zeitlebens malte er realistisch, die Strömungen der Malerei der 1940er und 1950er Jahre blieben ihm fremd. 1930 begann er am John Reed Club in New York zu unterrichten, einer Einrichtung, die den amerikanischen Sozialisten nahestand. Weiter lehrte er unter anderem an der Art Students League, an der New School for Social Research und der National Academy of Design. In den 1930er Jahren lehrte er im Rahmen des Regierungsprogramms der Works Progress Administration als Teilnehmer am Federal Art Project.
Der US-amerikanische Kunstsammler Victor Ganz begann seine Sammeltätigkeit Anfang der 1940er Jahre mit dem Kauf von Werken von Louis Eilshemius, Jules Pascin und Raphael Soyer. Die jüngeren Zwillingsbrüder Soyers, Moses Soyer und Isaac Soyer, waren ebenfalls Maler.
1951 wurde Raphael Soyer von der National Academy (NA) zum Mitglied gewählt. Soyer starb an einem Krebsleiden. Er war verheiratet; das Paar hatte eine Tochter.

## Ausstellungen
Seit den frühen 1930er Jahren wurden Soyers Werke regelmäßig in den jährlichen oder zweijährlich stattfindenden Ausstellungen gezeigt. So zum Beispiel im Whitney Museum of American Art in Manhattan, dem Art Institute of Chicago, dem Carnegie Museum of Art in Pittsburgh, Pennsylvania, in der Corcoran Gallery of Art in Washington, D.C., der National Academy of Design und der Pennsylvania Academy of the Fine Arts.

## Werke in öffentlichen Sammlungen
Sie befinden sich unter anderem in folgenden Sammlungen
- Museum of Modern Art (MOMA), Manhattan, New York City, USA
- Corcoran Gallery of Art, Washington D.C., USA
- Fogg Art Museum, Cambridge (Massachusetts), USA
- Harvard University, Cambridge (Massachusetts), USA
- Phillips Collection, Washington D.C., USA
- New York Public Library, Manhattan, New York City, USA
- Tel Aviv Museum of Art, Tel Aviv, Israel
- Uffizien, Florenz, Italien
- Los Angeles County Museum of Art, Los Angeles, Kalifornien, USA
- Library of Congress, Washington D.C., USA

## Veröffentlichungen
- A Painters Pilgrimage: An Account of a Journey with Drawings by the Author. Crown Publishers, 1962.
- Homage to Thomas Eakins etc. Thomas Yoseloff, 1966.
- Raphael Soyer, Self-Revealment: A Memoir. Random House, 1969.
- Diary of an Artist, New Republic Books, 1977. Das Buch wurde 1979 mit der Goldmedaille des National Arts Club ausgezeichnet.